# Suka Jaya (Kuala Baru)
Suka Jaya is een bestuurslaag in het regentschap Aceh Singkil van de provincie Atjeh, Indonesië. Suka Jaya telt 471 inwoners (volkstelling 2010).